# قائمة مصنعي عتاد حاسوب
القوائم التالية للشركات المصنعة لأهم مكونات الحاسوب مثل المعالج ومجموعة رقائق اللوحة الأم والذاكرة العشوائية واللوحة الأم والوسائط التخزينية

## الصندوق الحاوي للمكونات
قائمة بالشركات المصنعة لصندوق الحاسوب (بالإنجليزية: Cases)‏
- شاسيس بلانس [الإنجليزية]
- كومباك
- ديل
- إنتل
- إن وين دفيلوبمنت [الإنجليزية]
- لينوفو
- جيجابايت تكنولوجي
- هوليت-باكارد
- ميكرو ستار انترناشيونال

## رفوف ارتباط حاويات حاسوب
(بالإنجليزية: Rack-mount computer cases)‏
- سوبرمايكرو [الإنجليزية]
- إن وين دفيلوبمنت [الإنجليزية]

## حاوي مكونات الكمبيوتر المحمول
(بالإنجليزية: Laptop computer cases)‏
- كليفو [الإنجليزية]
- ميكرو ستار انترناشيونال
- ساجر لأجهزة الحاسوب المحمولة [الإنجليزية]

## اللوحات الأم
(بالإنجليزية: Motherboards)‏
- آيسر
- أسوس
- فياه
- ديل
- آي بي إم فقط لحاسباتهم العملاقة
- إنتل
- إم إس أي
- لانر [الإنجليزية]

## مجموعة رقائق اللوحة الأم
(بالإنجليزية: Chipsets for motherboards)‏
- أيه إم دي
- إنتل
- إنفيديا
- فياه
- سيليكون للأنظمة المتكاملة [الإنجليزية]
- سرفر ورك المستحوزة بواسطة برودكوم

## وحدة المعالجة المركزية
(بالإنجليزية: Central processing units (CPUs))‏
- أيه إم دي
- آي بي إم
- إنتل [1]

- أوراكل وسابقا كان صن المستحوذ عليها
- إنفيديا
- سامسونج
- مجموعة مارفيل التكنولوجية [الإنجليزية]

## محركات الأقراص الصلبة - الداخلية
(بالإنجليزية: Hard disk drives – internal (HDDs))‏
- سيجيت تكنولوجي والعلامات التجارية التابعة لها ماكستر [الإنجليزية] وسامسونج
- ويسترن ديجيتال والتابعة لها تقنيات تخزين هيتاشي العالمية [الإنجليزية]
- توشيبا

## محركات الأقراص الصلبة - الخارجية
(بالإنجليزية: Hard disk drives – external (HDDs))‏
- إل جي
- توشيبا
- سيجيت
- ويسترن ديجيتال
- سامسونج
- سوني

## كروت ريد
ريد (بالإنجليزية: Drive controller cards / RAID cards)‏
- أتو تكنولوجي [الإنجليزية]
- هوليت-باكارد
- إنتل
- ديل
- أسوس
- إل جي

## وسائط تخزين ذات الحالة الصلبة
(بالإنجليزية: Solid-state drive (SSD))‏
- إنتل
- توشيبا
- سامسونج
- سيجيت
- آي بي إم
- أسوس
- فوجيتسو
- كينج ستون تكنولوجي
- ترنساند إنفورميشن [الإنجليزية]
- ميتسوبيشي كوكاجو ميديا [الإنجليزية] ويسمى المنتج فيربيتم (Verbatim)
- ساندفورس [الإنجليزية]

## محركات الأقراص الضوئية
(بالإنجليزية: Optical disc drives (ODDs))‏
- ياماها
- BenQ
- أسوس
- هوليت-باكارد
- سوني
- فيليبس

## تحكم ومروحة
(بالإنجليزية: Fan controllers)‏
- زلمان [الإنجليزية]
- أسوس
- جليد سوليوشنس [الإنجليزية]
- إن زيد إكس تي [الإنجليزية]

## حلول تبريد
(بالإنجليزية: Cooling solutions)‏
- أيه إم دي
- إنتل
- زلمان [الإنجليزية]
- أسوس
- جليد سوليوشنس [الإنجليزية]
- إن زيد إكس تي [الإنجليزية]